# 登山道

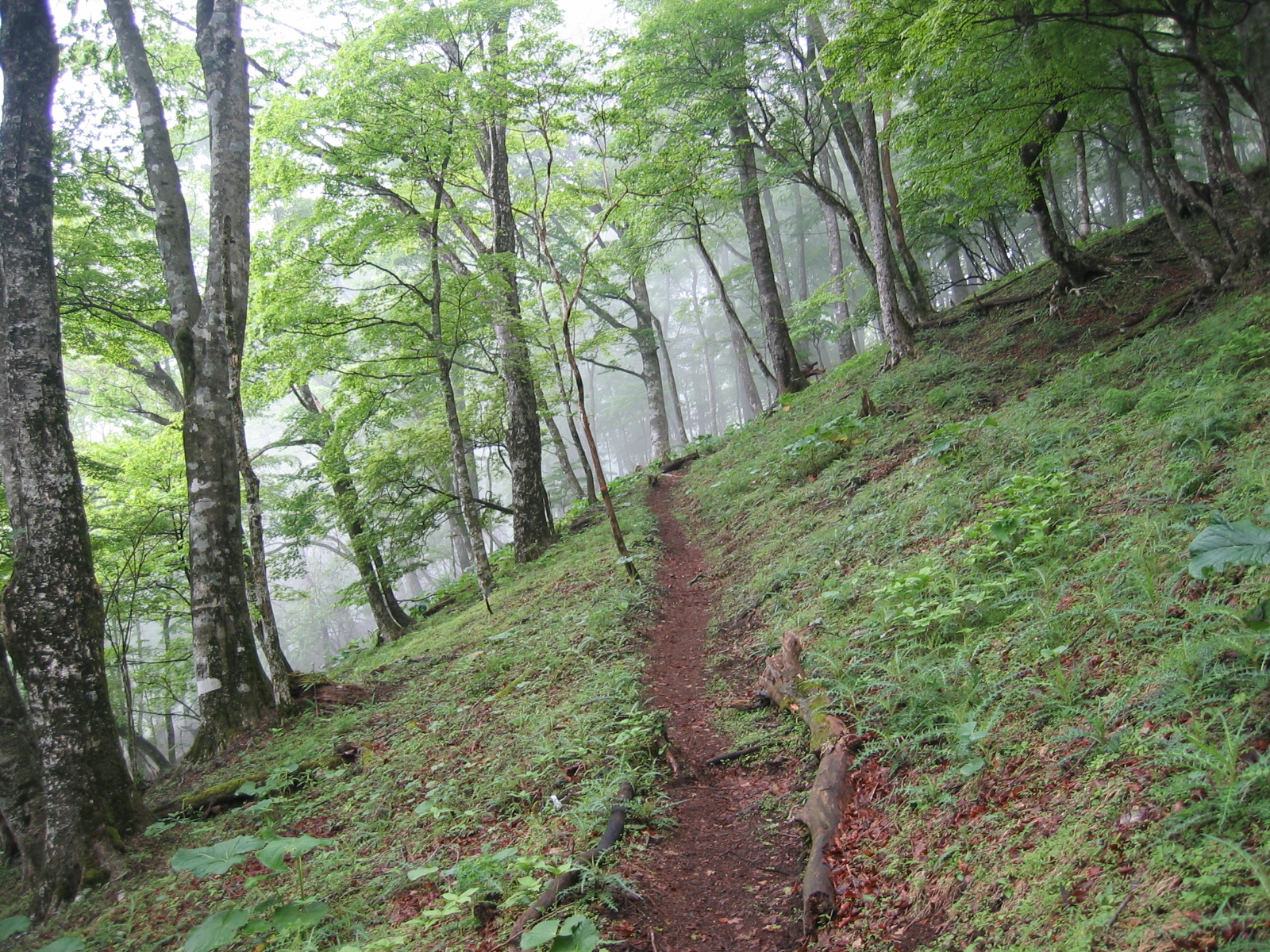
登山道

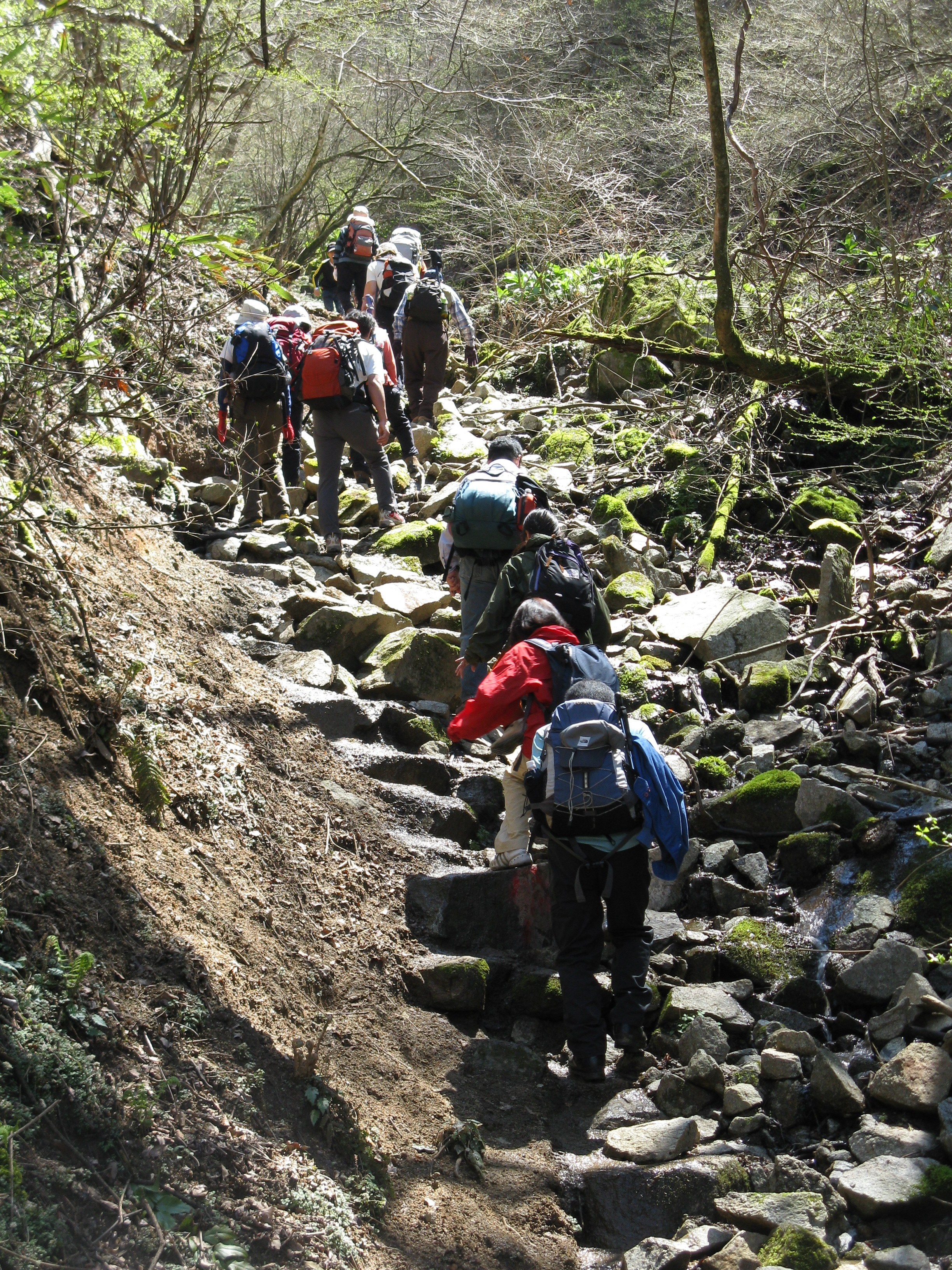
登山道を登る登山者

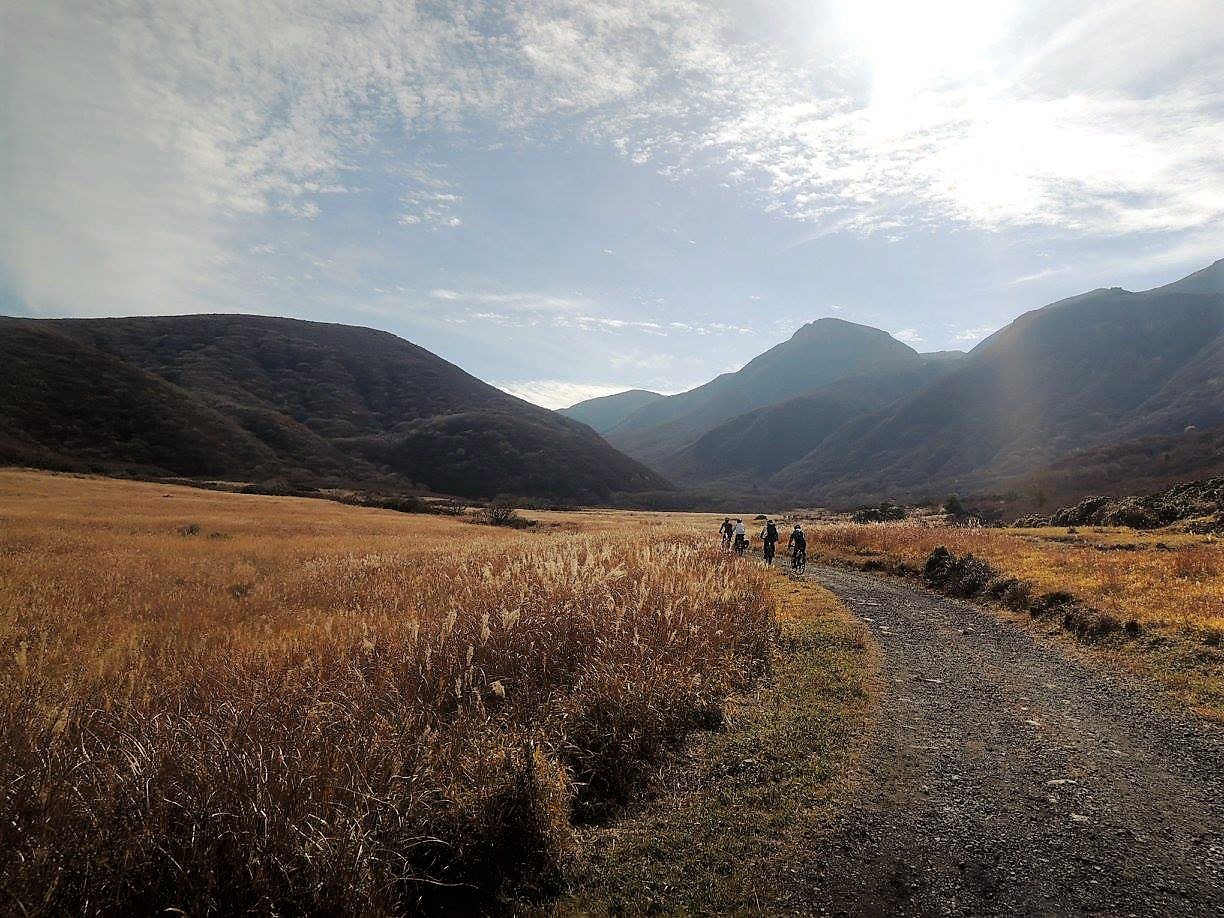
登山道を進むMTB

登山道（とざんどう）とは、山岳における登山やトレッキングのために徒歩利用に供される歩道。
登山目的にかかわらず、山中にある道全般をさす場合は山道（やまみち）と表現されうる。

## 概説
山では、車道や登山鉄道が中腹・山頂まで通じていたり、ロッククライミングを含め道がない岩場や薮・森林を進まなければならなかったりすることもあるが、主に徒歩による登山のため設けられている道が登山道である。登山道の整備は自然環境の保全と適正利用の観点から必要最小限度にとどめられている。
登山道は一般に地形条件や気象条件が極めて厳しい環境に立地しており、その距離が長く傾斜もきつい場合もあるほか、岩稜をよじ登らなければ通ることができない箇所を含むこともある。整備された登山道では、各段に石積みや横木、丸太階段などが設けられ、ルートによっては木材チップを敷き詰めるなどして歩きやすいようにしている箇所もある。一方で花崗岩の露岩となっている箇所など滑りやすい地面となっている場所もある。
登山道にはそれぞれルート上の特性があり、例えば丸太階段のある箇所は比較的安全に歩くことができるが、歩幅や足の上げ幅が固定されてしまうため脚への負担は大きくなる。
ほとんど無整備で上級登山者（登山家、探検家）向けに高山帯や岩稜部など地形の変化に富む経路に設定された登山道はバリエーションルートと呼ぶ。尾根が鋭く切り立っているヤセ尾根（鎌尾根）に登山道が設けられることもあるが、上級者向けのコースとして設定されていることが多い。
なお、山地のほか、丘陵地、里地、海浜地などに自然観察や自然探勝を行うために整備された徒歩利用の用に供される歩道は探勝歩道といい登山道とは区別する場合がある。
高層湿原などを通る登山道には貴重な植物を利用者の踏圧から防ぐ植生保護等の目的で木道を設けているルートもある。
登山道には事故等の際に正確な所在地を伝えるため、携帯電話通話可能地点に個別の番号を付けた標識（コールポイント）を設置している場合もある。
- ヴィア・フェラータ（英語版） - イタリア語で「鉄の道」の意。鉄の梯子や階段、命綱をかける場所などが整備されている登山道のことである[7][8]。

## 日本の登山道

### 管理
登山道は、前述の一部の公道を除き管理者が不明確になっている場合が多い。これは登山道の多くが自然発生的に成立したものがほとんどであり、管理上のコストやリスクを特定の者（地方自治体を含む）が負うことが困難なためである（遊歩道内の倒木による事故では、2億円近い損害賠償が認められた事例がある）。このため道の修繕をはじめとした管理の実態は、地元の山小屋や愛好者の一部が匿名のまま自腹や寄付金により行っている場合が多い。
登山道が破損・崩壊していたり、道ではない岩場・森林との境界が不明確だったり、目的地以外への道と混同しやすかったりして、道迷いによる山岳遭難につながりやすい場所もある。このため国土地理院や民間企業が、自治体や登山者などからの情報提供（登山者の移動経路を集積したビッグデータを含む）により、地図や山中で参照できるモバイルアプリケーションの整備・修正を行なっている。

### 著名なルート
- 富士山
  - お鉢巡り（富士山火口周囲の縦走路）
- 北アルプス
  - 表銀座・裏銀座・西銀座ダイヤモンドコース（北アルプスの主要縦走路の通称）
  - 小池新道（北アルプス、新穂高温泉から双六小屋に至る縦走路）
- 飛騨山脈
  - 水平歩道・日電歩道（黒部峡谷・下廊下の縦走路）
- 高尾山
  - 奥高尾縦走路

### 登山国道
車両が通れず、歩行者のみが通れるような登山道が国道になっているところもある（いわゆる酷道の一種）。このような登山国道は、地図上では、登山道部分が通常の道路と同じく線で描かれていたり、破線（点線国道）で描かれていたり、登山道部分が線・破線共に描かれていなかったりなど、地図によって様々なパターンがある。現在登山国道の多くは将来、車道として開通する予定であるが、自然環境の保護（国道401号の尾瀬部分など）や財政難などの理由により車道として開通する予定がないものもある。かつて国道289号甲子峠は登山道に国道標識があり、登山国道として有名であったが、2008年9月21日に甲子道路が開通し、国道の指定がなくなったため国道標識は撤去された。
この他に都道府県道や市町村道が登山道になっているものも全国的に存在する。

#### 主な登山国道
- 国道152号
- 国道256号
- 国道257号
- 国道274号
- 国道289号
- 国道291号
- 国道305号
- 国道352号
- 国道353号
- 国道371号
- 国道401号
- 国道405号
- 国道416号
- 国道422号
- 国道452号
- 国道472号
- 国道476号
- 国道482号

## ヨーロッパの登山道

### 著名なルート
- モンブラン
  - 赤い針峰群（Aiguilles Rouges）
  - シャモニ針峰群（Aiguilles de Chamonix）